# 대한독립의군부
대한독립의군부(大韓獨立義軍府)는 일제강점기 1912년에 임병찬이 고종황제의 밀명을 받아 만든 비밀결사단체 조직이다. 전국 의병장과 유생들이 참여했으며 이들은 주로 호남 지방을 중심으로 경기도, 강원도 지역까지 그 활동영역을 넓혀갔었다. 이 단체는 대한제국 때의 왕정 복벽주의를 추구하였으며, 전국적인 의병투쟁을 벌이는 것을 목표로 삼았다. 독립의군부를 조직한 임병찬은 한때 조선총독부관리에게 한국 침략의 부당성을 통고하고 '국권반환요구서'를 수차례 보내기도 하였다. 그러나 독립의군부는 일제에 의해 사전에 발각되면서 임병찬을 비롯한 지도부가 구속되는 사태로 일단락되었다.
독립의군부는 비밀 결사의 형태를 띠었지만, 지도부나 활동 방향 등을 보면 전형적인 의병운동에 해당한다. 즉, 독립의군부는 의병운동의 장점과 한계를 고스란히 가지고 있다.